# Roger Ducos
Pierre Roger Ducos (Dax, 1747. július 25. – Ulm, 1816. március 16.) gróf, francia államférfi.

## Élete
A forradalom kitörésekor ügyvéd volt, 1791-ben a büntetőtörvényszék elnöke, 1792-ben a Nemzeti Konvent tagja és 1794-ben a jakobinus klub elnöke lett. A XVI. Lajos halálára szavazott. A direktórium alatt buzgó védője volt a köztársaságnak a királypártiakkal szemben, s különösen kitűnt 1797. szeptember 4-én a deportálásokról szóló rendeletek megszövegezésében, amikor a Vének Tanácsának elnöke volt. Ezután szülőföldjére vonult vissza, de Barras 1799-ben Merlin de Douai-vel együtt a direktóriumba hívták. A brumaire 18–19-i államcsíny után Bonapartét, Sieyèst és Ducost az ideiglenes konzulátus tagjaivá választották és Ducos a szenátus alelnöke lett. I. Napóleon császár grófi rangra emelte, 1815-ben pedig az Elba szigetéről való visszatértekor Franciaország pairjévé tette. A második restauráció után mint királygyilkost számkivetésre ítélték és ekkor Németországba menekült, ahol egy évvel később Ulm környékén szekerének felfordulása következtében vesztette életét.